# Gießübel (Schleusegrund)
Gießübel ist ein Ortsteil der Gemeinde Schleusegrund im Landkreis Hildburghausen in Thüringen und ein staatlich anerkannter Erholungsort.

## Geografie
Gießübel liegt im Thüringer Wald unmittelbar am Rennsteig in einer Höhe von 500–680 m im Tal der Neubrunn und seiner zwei Zuflüsse Rehbach und Dachsbach.

## Geschichte
Gießübel wurde um 1317 erstmals urkundlich erwähnt und geht vermutlich auf eine frühe Eisengusshütte zurück. Der Ort zählte zum Amt Eisfeld und war historisch von Forstwirtschaft und Holzverarbeitung geprägt. Im 17. Jahrhundert wurde außerdem Schwefelkies abgebaut. Weitere Erwerbsgebiete waren die Leinenweberei, der Hefehandel sowie zwei Mahlmühlen. 1666 wurden 175 Einwohner gezählt, 1852 waren es bereits 787. Die Industrialisierung wirkte sich vor allem auf die örtliche Holzverarbeitung aus, indem aus den Mühlen Sägewerke mit angeschlossener Holzwarenproduktion wurden. 1636 richtete Gießübel eine eigene Schule ein, die den Anfang für acht weitere Schulen in der Umgebung machte. 1900 wurde die „Neue Schule“ erbaut und fertiggestellt. Nach 1918 wurde zudem eine Glashütte betrieben.
Der Fremdenverkehr war vor dem Zweiten Weltkrieg zunächst nur schwach ausgeprägt. Zu DDR-Zeiten wurde der Fremdenverkehr ausgebaut. Das örtliche Kulturhaus (1956 in Betrieb genommen) war das erste Kulturhaus im Oberen Waldgebiet. Mit einer weit über dem Durchschnitt liegenden Urlauberzahl verdiente sich ein Großteil der Bevölkerung ein kleines Zubrot. Weiterhin gab es in Gießübel Büttner, Wagner, Drechsler, Felgenhauer, Köhler, Schmiede, Schlosser, Nagelschmiede, Schreiner, Tischler sowie Bergbau. Die Holzverarbeitung und Glasproduktion wurde fortgeführt und ein Elektrobetrieb eröffnet. Zudem kamen Brau- und Gastwirtschaftsgewerbe sowie Metzger und Bäcker.
Am 25. März 1994 schloss sich Gießübel mit drei umliegenden Gemeinden zur neuen Gemeinde Schleusegrund zusammen.

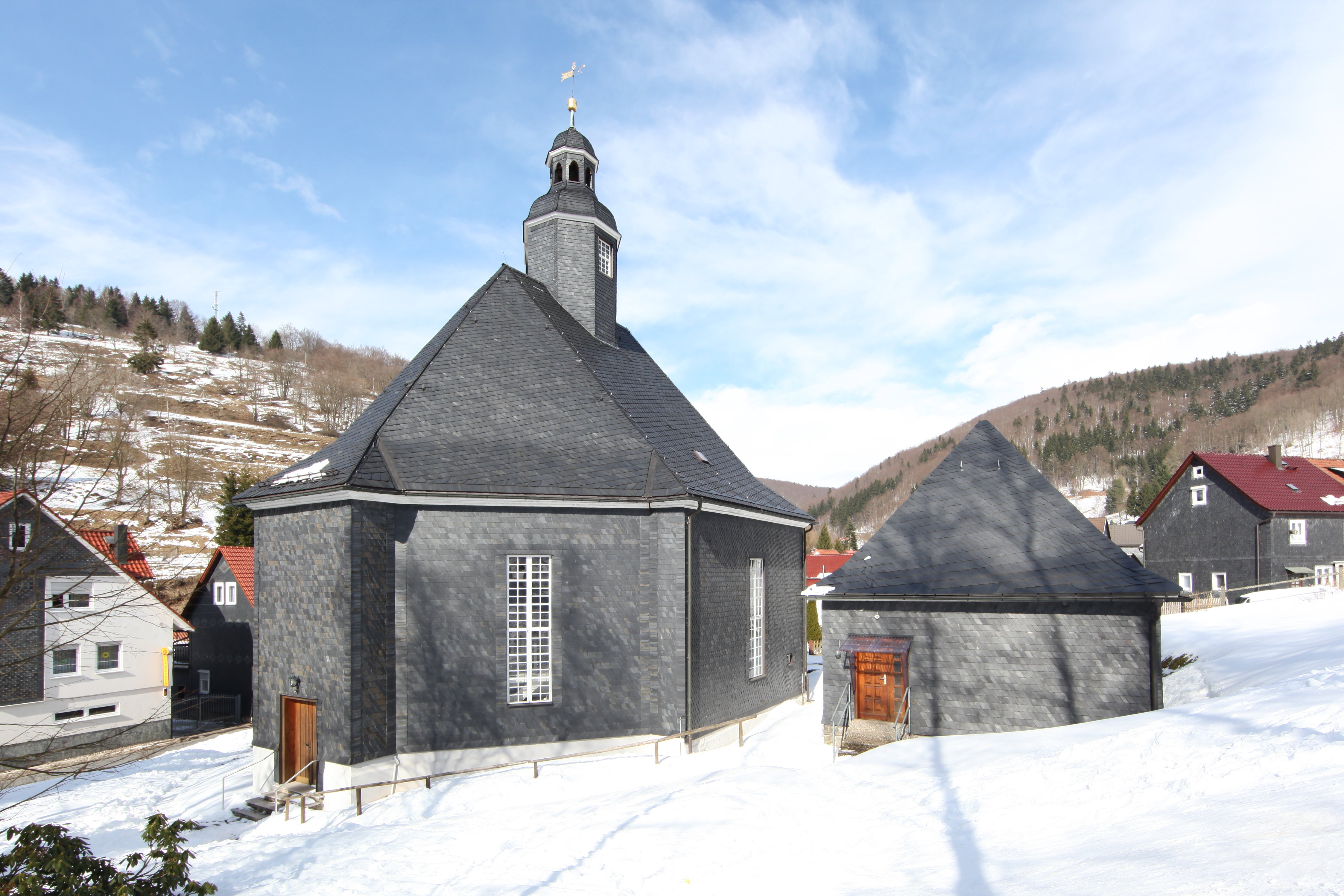
Evangelisch-Lutherische Kirche Zur heiligen Dreifaltigkeit

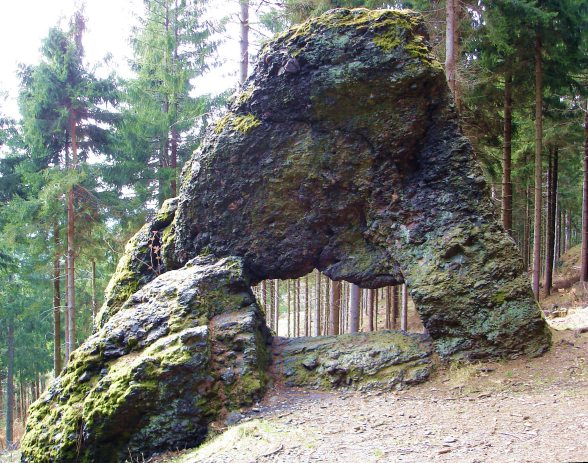
Das Nadelöhr bei Gießübel

## Sehenswürdigkeiten
- Der Flößteich im Norden von Gießübel erinnert an die einstige Holzflößerei auf der Neubrunn.
- Im Rehbachtal befindet sich eine Gedenkstätte für vier im April 1945 ermordete Zwangsarbeiter.
- In der Umgebung befinden sich der Triniusstein, ein Denkmal für den Heimatforscher August Trinius, sowie der Langertfelsen, der an einen weiteren Heimatforscher erinnert.
- Das Nadelöhr ist eine markante Felsformation in der Gießübler Schweiz, das auch das Gemeindewappen ziert.
- Der in der Gießübler Schweiz gelegene Naturlehrpfad zeigt die heimische Flora und verschiedenste Gesteinsarten.
- Dem Besucher stehen ca. 50 Kilometer gut ausgeschilderte Wanderwege und im Winter 25 Kilometer gespurte Loipen und Skiwanderwege zur Verfügung.
- Rings um den Ort befinden sich Aussichtspunkte, wie zum Beispiel das auf dem Löffelberg gelegene Rondell.
- Das Kriegerdenkmal, auf dem Querenberg gelegen, wurde für die im Ersten und Zweiten Weltkrieg gefallenen Gießübler Soldaten erbaut.
- Dorfkirche „Zur heiligen Dreifaltigkeit“